# Dogecoin
Dogecoin je kryptoměna a P2P platební síť, ve které se tato měna používá. Dogecoin se označuje zkratkami DOGE nebo XDG, popřípadě symbolem Ð. Síť má veřejně přístupný zdrojový kód (open source) a je decentralizovaná, neexistuje žádný centrální server, přes který by procházely všechny transakce. Jeho silou jsou rychlé transakce, nízké poplatky a silná komunita uživatelů. Znakem kryptoměny je pes Shiba-Inu používaný v internetových memech zvaných doge. Měna byla původně založena jako recese.
Měna Dogecoin je spojována s mottem „To the Moon!“ (Na Měsíc!).
Na základě Dogecoinu byly vytvořeny kryptoměny Apecoin (APE), Nyancoin (NYAN), Catcoin (CAT), Pandacoin (PND) a Shiba Inu (SHIB).

## Historie
Dogecoin původně vznikl jako recese. Vytvořil ho programátor a bývalý inženýr IBM Bill Markus a markeťák z Adobe Systems Jackson Palmer. Společně se rozhodli zakoupit doménu dogecoin.com a krátce po naprogramování první peněženky web spustili. Dogecoin odkazoval na meme se slavným japonským psem. Novou měnu založili na kryptoměně litecoin a spustili ji 8. prosince 2013.
Nárůst hodnoty této kryptoměny byl nevídaný. Už 19. prosince téhož roku její hodnota vzrostla během 72 hodin o 300 % (z 0,00026 USD na 0,00095 USD). Bohužel se již o 5 dní později odehrála první velká krádež Dogecoinů – miliony mincí byly ukradeny z internetové peněženky Dogewallet. Útočník tehdy získal přístup k souborovému systému serveru, díky němuž modifikoval stránku na příjem/zaslání mincí tak, aby byly všechny zasílány jemu. Přesto již v lednu roku 2014 intenzita obchodování s Dogecoiny předčila objem transakcí Bitcoinu a 29. ledna 2014 se kapitalizace trhu s Dogecoiny pohybovala na téměř 60 milionech USD. Takový nárůst neměl ve světě kryptoměn dosud obdoby.
Do ledna 2018 se Dogecoin zhodnotil o 1700 %, svého maxima zatím dosáhl 7. ledna 2018 na ceně $0.0193 a jeho tržní kapitalizace se vyšplhala na 2,12 miliard dolarů.
Dogecoin ale není pouze recesistickou kryptoměnou. Velmi silná komunita kolem něj se věnuje také charitě. Dne 19. ledna 2014 založila komunita sbírku, aby získala 50 tisíc USD pro jamajský bobový tým, který se kvalifikoval, ale nemohl si dovolit jet na zimní olympijské hry v Soči. Během prvních dvou dnů bylo vybráno 36 tisíc USD. Komunita též uspořádala sbírku na start závodníka NASCAR Joshe Wise. Během deseti dní do 25. března 2014 úspěšně vybrala sponzorský dar ve výši 55 tisíc USD. Celý jeho vůz byl stylizován do tematiky Doge memu, Dogecoinu a sociální sítě reddit.

## Popis a logo
Logem Dogecoinu je internetový mem s názvem Doge. V principu se jedná o vyobrazení psa rasy Shiba-Inu, kdy jsou k obrázku přidány interní poznámky, jakoby jimi něco konkrétního komentoval právě onen pes. V poznámkách se velice četně objevují pravopisné chyby a používá se fontu Comic Sans.

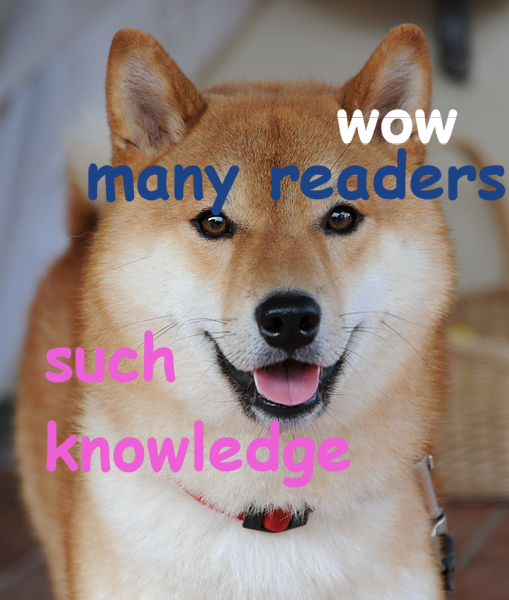
Ukázkový meme Doge

Tyto memy se vyskytují ve více variantách, například je pes digitálně zakomponován do jiné fotky tak, aby se jevil jako její součást.

## Vlastnosti
Dogecoin vychází z kryptoměny Litecoin. Má algoritmus Scrypt, je decentralizovaný, postavený na peer-to-peer síti, a všechny transakce zaznamenává do bloků v blockchainu. Záznamy o transakcích se ukládají do bloků vždy jednou za minutu. Litecoinu to trvá 2,5 minuty a Bitcoinu 10 minut. Dogecoin dokáže také zpracovat 10× více transakcí za sekundu než Bitcoin. Poplatky za transakci tedy mohou být mnohonásobně nižší. Platby v síti jsou proto levnější a rychlejší než u Bitcoinu.
Stejně jako Bitcoin i Dogecoin je proof-of-work kryptoměna, k potvrzování plateb, tj. vytváření bloků, a zabezpečení sítě se využívá tzv. těžení, řešení složitých matematických úloh, které zajišťují počítače uživatelů napojených na síť Dogecoin. Těžaři tak nahrazují centrální server, který obvykle v platebních sítích zpracovává data. Těžař je za vyřešení matematické úlohy odměněn několika XDG. Velikost odměny za vytěžení bloku byla zpočátku dána náhodně mezi 0 a maximem (milionem XDG za blok), po 17. březnu 2014, kdy počet bloků překročil 145 tisíc, se však velikost odměny stala fixní. Po vytěžení 600 000 bloků se navíc odměna přestala snižovat a ustálila se na 10 tisících XDG za blok. Další snižování odměny není v plánu.
Aby se doba bloku nezkracovala ani neprodlužovala, systém po každém vytěženém bloku upraví složitost těžení, čímž reaguje na neustálou změnu výpočetního výkonu v síti. Původně se složitost těžení upravovala jednou za 4 hodiny.
Dogecoin používá asymetrickou kryptografii. Uživatel si nechá vygenerovat veřejný a privátní klíč. Veřejný klíč poté může bez starostí šířit, důležité je za všech okolností udržet v tajnosti klíč privátní. Všechny Dogecoin adresy jsou hashovací funkce veřejných klíčů – tedy řetězce 34 znaků a čísel (vždy však začínají písmenem „D“). Dogecoin adresa, na kterou mohou další účastníci trhu zasílat své mince, má např. následující tvar: DJ7zB7c5BsB9UJLy1rKQtY7c6CQfGiaRLM. Tato konkrétní adresa patří tzv. „Dogecoin Foundation“.

## Zásoby
Zatímco zpočátku byl těžař odměněn náhodným počtem mincí a změna byla plánována až od bloku 600 001, na fixní odměnu byla těžba změněna již od bloku 145 000. Pro těžbu není určený žádný strop. Na rozdíl od ostatních měn má Dogecoin mnohem rychlejší plán produkce. Koncem roku 2015 bylo vytěženo již 100 miliard mincí a od té doby se pokračuje 5,2 miliardami mincí za rok. 26. května 2018 bylo vytěženo již 114 601 845 018 Dogecoinů a jejich tržní hodnota byla 408 078 834 USD.
| Počet bloků     | Odměna za blok        | První blok        | Očekávaná produkce měny (cca) | Očekávaná celková produkce (cca) |
| --------------- | --------------------- | ----------------- | ----------------------------- | -------------------------------- |
| 1–100 000       | 0–1 000 000 (náhodně) | 8. prosinec 2013  | 50 000,000 000                | 50 000 000 000                   |
| 100 001–144 999 | 0–500 000 (náhodně)   | 14. únor 2014     | 11 250 000 000                | 61 250 000 000                   |
| 145 000–200 000 | 250 000 (fixní)       | 17. března 2014   | 13 750 000 000                | 75 000 000 000                   |
| 200 001–300 000 | 125 000 (fixní)       | 28. dubna 2014    | 12 500 000 000                | 87 500 000 000                   |
| 300 001–400 000 | 62 500 (fixní)        | 15. července 2014 | 6 250 000 000                 | 93 750 000 000                   |
| 400 001–500 000 | 31 250 (fixní)        | 2. října 2014     | 3 125 000 000                 | 96 875 000 000                   |
| 500 001–600 000 | 15 625 (fixní)        | 14. prosince 2014 | 1 562 000 000                 | 98 437 500 000                   |
| 600,001+        | 10 000 (fixní)        | 25. února 2015    | 5 200 000 000 za rok          | Bez limitu                       |

## Směna
Několik online směnáren již nabízí směnu DOGE/BTC(Bitcoin), DOGE/LTC(Litecoin). Směnárna AltQuick.co byla první, která se rozhodla pro obchodování DOGE/USD(Americký dolar) (od 8. ledna 2014), natěžené Dogecoiny si tedy již dnes lze směnit za „reálné peníze“. Chvíli po AltQuick.co se k trendu přidala i kanadská směnárna Vault of Sathoshi, která nejen zprostředkovávala výměnu DOGE/USD, ale taky DOGE/CAD(Kanadský dolar).
14. únorem[roku?] se začal šířit názor, že by Dogecoin měl být podporován všemi hlavními světovými měnami. Návrh původně hongkongské směnárny Asia Nexgen podpořila také čínská směnárna BTC38, což se podepsalo na nárůstu tržního kapitálu této virtuální měny. V prvních dnech se měna vyšplhala na druhou příčku nejčastěji měněných virtuálních měn hned za Bitcoinem.
31. ledna 2014 byl tržní objem skrze všechny hlavní burzy odhadován na 1 050 000 amerických dolarů. Tržní kapitalizace byla 60 milionů amerických dolarů. Na většině celkového objemu se podílely tři směnárny, Bter (60%), Cryptsy (23%) a Vircurex (10%). Nejčastější výměny byly zaregistrovány mezi DOGE/BTC (50 %), DOGE/CNY (44 %) a DOGE/LTC (6 %).
Dogecoin lze nakoupit v online směnárnách a na burzách, popřípadě jej lze získat těžením. Coiny pak může uživatel uložit ve virtuální peněžence, v online peněženkách nebo například v některých směnárnách. Internetové peněženky a úložiště kryptoměn se ale už několikrát staly terčem útoku hackerů, kvůli kterému uživatelé přišli o svoje coiny. Rozhodně se tak vyplatí vyhledat co nejbezpečnější způsob pro uložení peněz. Vzhledem k tomu, že je hodnota kryptoměn poměrně nestabilní, jsou kryptoměny často využívány při obchodování nebo jako dlouhodobá investice. Obchodování s měnou Dogecoin prostřednictvím CFD zatím žádný z regulovaných brokerů nepodporuje. Obchodovat lze ale celou řadu ostatních virtuálních měn. Platí stále vysoká volatilita, kurzy mohou být nestálé a výkyvy se mohou pohybovat v řádech desítek procent. Kryptoměny jsou vysoce likvidní aktivum díky jejich popularitě. Peníze mohou proudit dovnitř i ven závratným tempem.

## Těžba kryptoměn
Dogecoin je proof-of-work scrypt funkce podobná Dogecoinu a Litecoinu (DOGE, LTC), kryptoměně určené pro rychlejší transakce. Ziskovost těžby závisí na efektivitě hardwaru, nákladech na elektřinu a tržní ceně.

## Fundraising
Nadace Dogecoin a komunita této virtuální měny stojí i za několika fundraisingy. Nejvíce v povědomí jsou fundraisingy spojené se Zimní olympiádou v Soči, se Světovým dnem vody a s podporou jezdce NASCAR.[zdroj⁠?!]

### Zimní olympiáda v Soči
Nadace Dogecoin společně s komunitním zapojením podpořili jamajský bobový tým, který si nemohl dovolit zúčastnit se zimní olympiády i přesto, že se zdárně kvalifikoval. Za účelem jeho podpory se vybralo 50 000 dolarů, z toho 30 000 dolarů bylo vybráno v prvních dvou dnech.

### Doge4Water
Dalším významným projektem byl fundraising na vybudování studny v povodí řeky Tana v Keni. Cílem bylo vybrat 30 000 dolarů (v té době zhruba 40 milionů Dogecoin). Částku z velké části vybrali díky anonymnímu příspěvku 11 000 dolarů (tehdy 14 milionů Dogecoinů).

### NASCAR
25. března 2014 bylo komunitně vybráno 55 000 dolarů (v té době 67,8 milionů Dogecoinů) jako sponzorský dar pro NASCAR závodníka Joshe Wise. V závodě tehdy skončil na dvacáté pozici, dostal se však do hledáčku internetové komunity a právě díky její obrovské podpoře při online hlasování získal i startovní příčku na Sprint All-Star Race. Dojel na patnácté pozici.